# Pinzimonio
Il pinzimonio (dialettalmente cazzimperio, zalimperio o cacimperio) è un condimento tipico della cucina italiana; si tratta di una salsa cruda composta da olio di oliva, sale e pepe e, occasionalmente, aceto, idonea a intingervi ortaggi crudi.
È un condimento proposto sia come antipasto che come contorno al pari dell'insalata e similmente alle crudités.

## Storia ed etimologia
L'uso del pinzimonio, inteso come salsa per condire verdure crude da mangiare senza l'ausilio di posate, è accertato nei banchetti rinascimentali allorché frutta e verdure, un tempo aventi solo funzione decorativa dei vassoi delle portate, iniziarono a essere consumate intinte nei sughi delle carni che avevano accompagnato.
In tempi più recenti l'olio d'oliva rimpiazzò i sughi, con le verdure crude che acquisirono autonomia dalla semplice funzione di contorno.
Il termine è una scherzosa parola macedonia composta dai termini pinzare e matrimonio, ed è noto regionalmente, specie a Roma e in tutta l'Italia centrale, come cazzimperio, derivazione da cacimperio: l'etimologia di tale parola è incerta, e non verificata è l'ipotesi secondo la quale essa potrebbe derivare da “cazza”, termine arcaico italiano indicante il mestolo degli alchimisti.

## Preparazione
Normalmente il pinzimonio è preparato in ciotole separate di piccole dimensioni, sì che ogni commensale disponga della propria; ogni ciotola contiene olio d'oliva insaporito con sale ed eventualmente pepe nero e aceto.
Le verdure di massima comunemente utilizzate, lavate e tagliate alla bisogna, sono finocchio, sedano, carota, ravanello, peperone; in Toscana è comune anche utilizzare porro, carciofo e cipollotto.

## Cultura di massa
Il pinzimonio è un piatto che, per la sua diffusione e semplicità di preparazione, è entrato rapidamente nella cultura di massa, tanto da figurare nelle creazioni di noti uomini di lettere e di spettacolo.
Il poeta romano Giuseppe Gioachino Belli, nel suo sonetto La bbotta de fianco del 1831, così citò il termine cazzimperio:
Scappò allora ridenno er sor Zaverio:
«Co ssale e ppepe e cquattro gocce d’ojjo
poderissimo facce er cazzimperio»
L'epigrammista fiorentino Filippo Pananti, contemporaneo di Belli, così scrisse invece nel 1837:
Mi vo subito a mettere a telonio,
pieno di fuoco e un bellissimo estro,
perché ho mangiato molto pinzimonio.
Il termine fu usato anche dall'attore Roberto Benigni nel suo show Tuttobenigni 95/96: all'inizio dello spettacolo, infatti, egli impersona un politico intento a fondare un improbabile Partito del pinzimonio, che divenne anche oggetto di una canzone composta da Nicola Piovani.